# İzmirspor (métro d'Izmir)
İzmirspor est une station de la ligne 1 du métro d'Izmir.